# Территориальные единичные расценки в строительстве
Территориальные единичные расценки (ТЕР) – это сметные нормативы, содержащие расценки на выполнение единичных строительных работ на территории субъектов Российской Федерации. 
Данные сметные нормативы регламентируют общественно необходимые, выраженные в натуральной форме размеры отдельных элементов прямых затрат, приходящихся на единицу объема строительных работ и конструктивных элементов, — расход строительных материалов, затраты труда строительных рабочих и времени работы строительных машин.
В нормах находят отражение наиболее прогрессивные, экономичные проектные решения и индустриальные методы производства работ. Сметные нормы служат базой для определения сметной стоимости отдельного вида работ, конструкций и зданий.

## Территориальные единичные расценки как вид сметных норм
Сметные нормы группируются по видам работ, степени агрегирования, по назначению и видам строительства. По видам строительства они подразделяются на общестроительные и специальные; по степени агрегирования — на отдельные виды работ и специальные конструктивные элементы, укрупненные системные нормы на конструктивные части здания и отдельные сооружения; по назначению — на отдельные виды работ, на временные здания и сооружения, на производство работ в зимнее время, на содержание дирекции строящихся предприятий и др.; по видам строительства — для жилищно-гражданского, промышленного, гидротехнического, энергетического, сельского и т.д.

## Использование ТЕР
Использование тех или иных сметных нормативов зависит в первую очередь от требований к используемым нормативам со стороны заказчика строительных, ремонтно-строительных, монтажных работ. В частном случае стороны (заказчик и исполнитель) могут договориться о договорных расценках и далее рассчитывать стоимость работ исходя из этого. Чаще всего, заказчику желательно использовать либо федеральные, либо территориальные нормативы (если таковые выпускались в данном регионе). Реже применяются отраслевые нормы (например, в нефтедобывающей отрасли энергетики) и еще реже используются нормативы, разработанные конкретной организацией.
Использование федеральных норм в регионах сопровождается их корректировкой с учетом цен на местные материалы. Территориальные же нормативы, выпущенные местными проектными институтами или региональными центрами по ценообразованию, уже учитывают поправки на местные условия и их использование в регионе гораздо удобнее и поэтому предпочтительнее.

## Разработчики
Территориальные и другие сборники ЕР (ТЕР) разрабатывают специалисты Региональных Центров Ценообразования в строительстве (РЦЦС) территориальных образований Российской Федерации, утверждают, вводят в действие и регистрируются в ФГУ Федеральный центр ценообразования в строительстве и промышленности строительных материалов  (ФЦЦС), после чего они включаются в Перечень действующих нормативных документов.

## Виды сборников ТЕР
Сборники ТЕР служат основанием для составления сметной документации на строительство, осуществляемое в соответствующих административно-территориальных регионах страны.
- Общие указания
- Земляные работы
- Горновскрышные работы
- Буровзрывные работы
- Скважины
- Свайные работы. Закрепление грунтов. Опускные колодцы
- Бетонные и железобетонные конструкции монолитные
- Бетонные и железобетонные конструкции сборные
- Конструкции из кирпича и блоков
- Строительные металлические конструкции
- Деревянные конструкции
- Полы
- Кровли
- Защита строительных конструкций и оборудования от коррозии
- Конструкции в сельском строительстве
- Отделочные работы
- Трубопроводы внутренние
- Водопровод и канализация – внутренние устройства
- Отопление – внутренние устройства
- Газоснабжение – внутренние устройства
- Вентиляция и кондиционирование воздуха
- Временные сборно-разборные здания и сооружения
- Водопровод – наружные сети
- Канализация – наружные сети
- Теплоснабжение и газопроводы
- Магистральные и промысловые трубопроводы
- Теплоизоляционные работы
- Автомобильные дороги
- Железные дороги
- Тоннели и метрополитены
- Мосты и трубы
- Аэродромы
- Трамвайные пути
- Линии электропередачи
- Сооружения связи, радиовещания и телевидения
- Горнопроходческие работы
- Земляные конструкции гидротехнических сооружений
- Бетонные и железобетонные конструкции гидротехнических сооружений
- Каменные конструкции гидротехнических сооружений
- Металлические конструкции гидротехнических сооружений
- Деревянные конструкции гидротехнических сооружений
- Гидроизоляционные работы в гидротехнических сооружениях
- Берегоукрепительные работы
- Судовозные пути стапелей и слипов
- Подводностроительные (водолазные) работы
- Промышленные печи и трубы
- Работы по реконструкции зданий и сооружений
- Озеленение. Защитные лесонасаждения.
- Скважины на нефть и газ
- Скважины на нефть и газ в морских условиях